# Sam Balter
Sam Balter   (Detroit, 15 d'octubre de 1909 - Los Angeles, 8 d'agost de 1998) fou un jugador de bàsquet estatunidenc que va competir durant la dècada de 1930. També va ser un reconegut periodista esportiu.
Nascut a Detroit, Michigan, va estudiar al Lincoln High School i al Roosevelt High School, ambdós a Los Angeles. Va anar a la Universitat de Califòrnia a Los Angeles, on va jugar a bàsquet i fou capità del seu equip el 1929 i escollit All-American de la NCAA. Una vegada acabats els estudis continuà jugant en un equip amateur patrocinat per Universal Pictures.
El 1936 va prendre part en els Jocs Olímpics de Berlín, on guanyà la medalla d'or en la competició de bàsquet. Va ser un dels esportistes jueus que van guanyar medalles en aquests Jocs organitzats per l'Alemanya nazi.
Posteriorment va destacar com a periodista esportiu a la ràdio KLAC de Los Angeles entre 1946 i 1962, i començant la seva carrera televisiva en una emissora local el 1950. Era conegut com la "veu del futbol i el bàsquet de l'UCLA" i també va escriure al Los Angeles Herald-Express.
És membre de l'Amateur Athletic Union Hall of Fame, l'International Jewish Sports Hall of Fame, el Southern California Broadcasters Hall of Fame, el Southern California Jewish Sports Hall of Fame i l'UCLA Athletics Hall of Fame.